# بخش موانزا
بخش موانزا (انگلیسی: Mwanza District) یکی از بخش‌های کشور مالاوی است.
این بخش ۲٬۲۵۹ کیلومتر مربع مساحت و ۱۳۸٬۰۱۵ نفر جمعیت دارد و مرکز آن شهر موانزا می‌باشد.